# Doris Simeon
Doris Simeon es una actriz y empresaria yoruba nigeriana.

## Carrera
Simeon nació el 22 de julio de 1979 en Nigeria. Supo por una amiga sobre una audición para la comedia de Wale Adenuga Production (WAP), "Papa Ajasco". Ella asistió a la audición y consiguió el papel. Actuando en yoruba e inglés, debutó con un papel en tres episodios de la serie de comedia Papa Ajasco. Luego participó en las películas de Nollywood Oloju Ede, Alakada, Ten Million Naira y Modupe Temi . También ha aparecido en Eti Keta
En 2010, interpretó a la novia de Da Grin en Ghetto Dreamz.
Desde su debut ha participado en más de cien películas como Eti Keta, Oloju Ede, Alakada, Ten Million Naira, Abani Kedun, Iseju Marun, Omo Iya Kan, Ghetto Dreams, Silence., Gucci Girls, Alakada, Omo Pupa, Asiri y Modupe Temi.
En julio de 2015, renovó su contrato con Glaxosmithkline para ser el rostro de Ribena, una bebida de frutas.

## Premios
- 2008 Premios AMAA como Mejor Actriz Indígena Onitemi[9]
- 2010 Premio Zafaa como Mejor Actriz Indígena Asiri[10][11]
- 2015 All Youths Tush Awards Premio AYTA por modelo a seguir (película)[12]

## Vida personal
Estuvo casada con el productor y director Daniel Ademinokan, a quien conoció en el set. Tuvieron un hijo, David. Se divorciaron en 2013.